# محادثات السلام الفلسطينية الإسرائيلية
محادثات السلام الفلسطينية الإسرائيلية هو مصطلح يشير إلى سلسلة من المحادثات بين دولة إسرائيل وممثلين عن الجانب الفلسطيني بدءا منذ عام 1993 وهي مستمرة حتى اليوم، تنقسم إلى جزئين، أحدهما بداية بإتفاقية أوسلو التي نصت على فترة انتقالية لا تتجاوز الخمس سنوات، للوصول إلى تسوية دائمة بناء على قراري الأمم المتحدة 242 و338، وجزء لاحق لانتهاء تلك الفترة وهما تضمان المحادثات والإتفاقيات التالية (مع أسماء الرؤساء في تلك الفترات):

## محاولات لإنهاء الإحتلال الإسرائيلي
- إتفاقية أوسلو (1993) (ياسر عرفات - إسحق رابين)
- إتفاقية أوسلو 2 (1995) (ياسر عرفات - إسحق رابين)
- واي ريفر الأولى (1998) (ياسر عرفات - بنيامين نتنياهو)
- واي ريفر الثانية (1999) (ياسر عرفات - إيهود باراك)
- كامب ديفيد (2000) (ياسر عرفات - إيهود باراك)

## محاولات لإستكمال "عملية السلام"
- طابا (2001) (ياسر عرفات - إيهود باراك)
- أنابوليس (2007) (محمود عباس - إيهود أولمرت)
- محادثات واشنطن (2010) (محمود عباس - بنيامين نتنياهو)